# West-Griekenland
West-Griekenland (Grieks: Δυτική Ελλαδα, Dytiki Ellada) is een van de dertien periferieën (regio's) van Griekenland. Het is gelegen in het zuidwesten van het Griekse vasteland en voor een deel op het schiereiland Peloponnesos. In het noorden grenst de regio aan Epirus, in het oosten aan Centraal-Griekenland en in het zuiden aan Peloponessos. Ten westen van de periferie ligt de Ionische Zee. De belangrijke havenstad Patras, de derde stad van Griekenland, ligt in deze regio.

## Bestuurlijke indeling
West-Griekenland bestaat uit drie regionale eenheden (perifereiaki enotita): Achaïa (Αχαΐα), Aitolia kai Akarnania (Αιτωλία και Ακαρνανία) en Ileia (Ηλεία). Deze hadden voor 2011 de status van departementen (nomi), maar regionale eenheden hebben thans geen eigen bestuur meer.
In West-Griekenland liggen negentien van de 325 Griekse gemeenten.
Attica · Centraal-Griekenland · Centraal-Macedonië · Epirus · Ionische Eilanden · Kreta · Noord-Egeïsche Eilanden · Oost-Macedonië en Thracië · Peloponnesos · Thessalië · West-Griekenland · West-Macedonië · Zuid-Egeïsche Eilanden

Autonome Monastieke Staat van de Heilige Berg (Athos)

Periferie-districten · Gemeenten